# ویکوس ایر لینک
ویکوس ایر لینک (به انگلیسی: Vieques Air Link) یک شرکت هواپیمایی با کد یاتا V4 است که در تاریخ ۱۹۶۵ میلادی تأسیس شده است. دفتر مرکزی ویکوس ایر لینک در پورتوریکو واقع شده‌است و قطب این شرکت هواپیمایی در فرودگاه انتونیو ریویرا رودریگز قرار دارد و به ۱۰ مقصد، پرواز مستقیم انجام می‌دهد.